# Team Novak
Team Novak is een wielerploeg die een Roemeense licentie heeft. De ploeg bestaat sinds 2018 en komt wisselend uit als continentale dan wel amateurploeg.

## Bekende renners
Jehor Dementjev (2018-2022)
 Carol Eduard Novak (2018-2021)
 Nicolae Tanovitchii (2018-2019)
 Oleksandr Prevar (2018)
 Andrij Bratasjtsjoek (2018-2019)